# 短丝鸢尾属
短丝鸢尾属（学名：Cobana）是鸢尾科的一个属，是种多年生草本植物和球茎植物。它是个单型属，仅有一个物种，即短丝鸢尾（Cobana guatemalensis），分布在洪都拉斯和危地马拉。